# Glasgow Rocks
Die Glasgow Rocks sind eine professionelle Basketballmannschaft aus Glasgow in Schottland. Die Rocks wurden 1998 als Franchise der geschlossenen Profiliga British Basketball League (BBL) in Edinburgh gegründet und nahmen eine freigewordene Lizenz ein, die durch den Zusammenschluss von Crystal Palace und London Towers vorhanden war. Vier Jahre später zogen sie nach Glasgow und traten unter dem Namen Scottish Rocks an. Nach einer langfristigen Vereinbarung mit der Stadtverwaltung von Glasgow änderte man 2009 den Namen in Glasgow Rocks. Nach einem Verkauf 2022 änderte sich der Teamname zu Caledonia Gladiators.

## Geschichte

### Edinburgh Rocks (1998 bis 2002)
Zu Beginn der BBL 1987 gab es mit dem Murray BC Livingston einen schottischen Verein in der BBL, der durch den Umzug der Kingston Kings als Glasgow Rangers nach Glasgow auf zwei Mannschaften in der zweiten Spielzeit 1988/89 anwuchs. Die beiden Vereine spielte in der BBL-Saison 1988/89 im Play-off-Finale den Titel unter sich aus. David E. Murray, Eigentümer beider Mannschaften, verlor jedoch anschließend das Interesse am Basketballsport und konzentrierte seine Aktivitäten auf den Fußballverein Glasgow Rangers, dessen Vorsitz er 1987 übernommen hatte. Während die Basketballmannschaft der Rangers als Kings nach Kingston upon Thames zurückkehrte, wurde der Murray BC aus der BBL abgemeldet und die BBL spielte fortan als eine Liga, in der ausschließlich Mannschaften aus England antraten.
Nach der Saison 1997/98 bündelten die beiden Londoner Vereine Towers und Crystal Palace ihre Kräfte in den London Towers. Dies gab die willkommene Gelegenheit, um mit der Unterstützung eines Konsortiums schottischer Geschäftsleute wieder ein BBL-Franchise nach Schottland zu bringen. Als Heimspielstätte wurde die Meadowbank Arena in Edinburgh ausgewählt und die Mannschaft bekam den Namen Edinburgh Rocks. In ihrer Premierensaison gewannen die Rocks ein Drittel der Saisonspiele und waren als Neunter „Best of the rest“, verpassten aber den achten und letzten Qualifikationsplatz für die Play-offs klar. Bereits in ihrer zweiten Saison drohte den Rocks das Geld auszugehen, doch Ian Reid als einer der Geschäftsführer kaufte das Franchise und konnte sie vorerst finanziell stabilisieren. In der BBL wurde eine regionale Gliederung eingeführt und die Rocks erreichten in der „Northern Conference“ mit einer positiven Saisonbilanz von mehr Siegen als Niederlagen einen dritten Platz. Bei ihrer ersten Play-off-Teilnahme verloren sie das Halbfinale gegen den späteren Titelgewinner Manchester Giants, gegen den sie zuvor auch das Halbfinale im National Cup verloren hatten. 
Zu den wirtschaftlichen Schwierigkeiten gesellten sich in der folgenden Saison 2000/01 auch sportliche Turbulenzen, die in der Entlassung des neuen und sehr kontroversen Trainers Greg Lockridge mündeten. Nachfolger wurde als Spielertrainer der spätere schottische Nationaltrainer Iain McLean, der als früherer Spieler des Murray BC bereits seit Beginn des Rocks-Franchise im Kader stand. Er konnte die chronische Erfolglosigkeit jedoch zunächst kaum mildern und die Mannschaft beendete die Saison nach nur fünf Siegen in 36 Ligaspielen mit der schlechtesten Bilanz aller Mannschaften der BBL. In der folgenden Saison 2001/02 war man nicht wesentlich erfolgreicher und erreichte mit 13 Saisonsiegen in der Liga die drittschlechteste Bilanz aller BBL Mannschaften. Als Vierter der Northern Conference reichte dies trotzdem zur Teilnahme an den Play-offs, während für zwei Süd-Mannschaften mit einer besseren Bilanz die Saison beendet war. Möglicherweise war dies ein Grund dafür, dass die BBL die Systematik der Conferences wieder abschaffte und in der folgenden Spielzeit wieder eine gemeinsame Tabelle führte; für die Rocks dauerte die Saison dann nur unwesentlich länger, als man gleich in der ersten Runde ausschied.

### Scottish Rocks (2002 bis 2009)
Die Saison 2002/03 begann mit dem Umzug aus der Meadowbank Arena in Edinburgh in die Braehead Arena in Renfrew am Rande der einwohnerstärksten schottischen Stadt Glasgow. Mit dem Paisley BC gab es im Renfrewshire bereits eine Mannschaft, die in den 1970er Jahren an europäischen Vereinswettbewerben teilgenommen hatte. Nach dem Umzug aus der schottischen Hauptstadt Edinburgh nannte sich der Verein um und nahm als seinerzeit einziges schottisches BBL-Franchise den Namen Scottish Rocks an. In der neuen Halle mussten sich die Rocks erst eine neue Fanbasis aufbauen, doch sportlich wussten die Rocks zu überzeugen. Im Saisonverlauf konnte man sich steigern und erreichte mit einer positiven Saisonbilanz erneut die Play-offs, in denen man sich dann in Bestform präsentierte und nacheinander die Mannschaften mit den drei besten Bilanzen der regulären Spielzeit besiegte. Mit dem Sieg in den BBL Play-offs 2003 holte man den ersten Titelerfolg für den Verein. Anschließend verließ der aus den Vereinigten Staaten stammende Trainer Kevin Wall die Rocks wieder und kehrte in sein Heimatland zurück. 
Obwohl die Rocks mit Jerry Williams den „Most Valuable Player“ (MVP) der BBL in der Saison 2003/04 stellten, konnten sie an den Erfolg in der Vorsaison nicht mehr anschließen. Zwar reichte es zu einer Finalteilnahme im BBL Cup, das jedoch gegen die Sheffield Sharks verloren ging, die auch die Play-offs der BBL gewannen, in denen die Rocks als Hauptrundenvierter und Titelverteidiger in der ersten Runde „rausflogen“. In der Saison 2004/05 verpasste die Mannschaft mit unter anderem LaMont McIntosh, der später in der deutschen Basketball-Bundesliga spielte, bei der erneuten Finalteilnahme im BBL Cup den Titelerfolg diesmal gegen die Brighton Bears. In der Liga reichte es trotz einer negativen Saisonbilanz als Sechster zur Teilnahme an den Play-offs. Erneut waren wie im Vorjahr die Chester Jets die Mannschaft, die für das vorzeitige Saisonende der Rocks sorgten. Diesmal war das Aus jedoch erst im Halbfinale, nachdem die Rocks in der ersten Runde etwas überraschend die London Towers besiegt hatten. In der Saison 2005/06 war man in der Liga als Tabellenzweiter nur einen Sieg von der besten Bilanz der Newcastle Eagles entfernt, die jedoch schlussendlich dominierten und alle zu vergebenen Titel der BBL gewannen, darunter auch die Play-offs mit einem 83:68-Sieg über die Rocks.
Für die Saison 2006/07 verpflichteten die Rocks mit Thorsten Leibenath den ersten deutschen Trainer in der BBL. Während Leibenath die Rocks erneut ins Finale des BBL Cup führen konnte, das diesmal mit drei Punkten Unterschied gegen die Guildford Heat verloren ging, erreichte man in der Meisterschaft den vierten Platz. Im Halbfinale gewann man gegen den Hauptrundenersten Heat, verlor in einer Neuauflage des Vorjahresendspiels erneut gegen die Newcastle Eagles. Leibenath wurde anschließend Cheftrainer der Gießen 46ers, die 2003 bereits Chris Finch als Trainer aus der BBL geholt hatten, dem Leibenath in Gießen assistiert hatte. Nachfolger von Leibenath bei den Rocks wurde Sterling Davis als Spielertrainer, der jedoch nach dem fünften Platz in der Meisterschaft ein Play-off-Aus in der ersten Runde hinnehmen musste. Der Umzug in die Kelvin Hall und eine längerfristige Vereinbarung mit der Glasgower Stadtverwaltung in der folgenden Saison brachte keine sportliche Verbesserung. Stattdessen erreichte man mit einer negativen Saisonbilanz nur als Siebter noch die Play-offs, die mit dem Aus in der ersten Runde frühzeitig endeten.

### Glasgow Rocks (seit 2009)
Durch die Bindung an die Stadt Glasgow und den Umzug innerhalb der Stadtgrenzen nannte man sich für die Spielzeit 2009/10 in Glasgow Rocks um. Mit dem neuen Namen stellte sich auch neuer sportlicher Erfolg ein. So erreichte man die Play-offs diesmal als Dritter und schlug Pokalsieger Sheffield Sharks im Halbfinale. Im Play-off-Finale blieb den Rocks erneut ein Triumph versagt, als man diesmal gegen die Everton Tigers verlor. In der folgenden Saison konnte man daran nicht anknüpfen, zumal Kieron Achara die Rocks nach Saisonbeginn für die finanzkräftigeren südeuropäischen Ligen verließ, stattdessen schied man als Meisterschaftssechster in der ersten Play-off-Runde aus. Auch die Saison 2011/12 blieb ohne nennenswerten Erfolg für die Rocks, obwohl man sich in der Abschlusstabelle um einen Platz verbessern konnte und das Play-off-Aus diesmal erst im Halbfinale erfolgte. Die folgende Saison sah den Umzug in die deutlich größere Emirates Arena, die für die Commonwealth Games 2014 errichtet wurde und in der bei Basketballspielen 6.500 Zuschauer passen. In der ersten Runde der BBL Trophy 2013 besiegte man die schottische Gastmannschaft Edinburgh Kings, schied aber wie im BBL Cup in der nächsten Runde aus. In der Meisterschaft 2012/13 belegte man einen dritten Platz, doch in den K.-o.-Spielen der Play-offs verlor man in der ersten Runde Hin- und Rückspiel gegen die Plymouth Raiders, so dass auch die Saison 2012/13 ein unbefriedigendes Ende nahm.